# Umbilicus urbis
Umbilicus urbis («Пуп города») — руины небольшого храма на Римском форуме, который символизировал собой центр города и римского государства.
Одновременно это место служило mundus, то есть местом, где открывался вход в подземный мир. Сооружение было построено в республиканский период. Здесь приносились жертвы богам. От храма, некогда украшенного мрамором, сохранился небольшой фундамент.